# Pontaut
Pontaut es una localidad del partido de General La Madrid, provincia de Buenos Aires, Argentina. Se encuentra a 60 km de la ciudad cabecera y a unos 35 km de Coronel Pringles por camino de ripio.

## Población
Cuenta con 68 habitantes (Indec, 2010), lo que representa un descenso del 24,4% frente a los 90 habitantes (Indec, 2001) del censo anterior.
| Gráfica de evolución demográfica de Pontaut entre 1991 y 2010 |
|                                                               |
| Fuente: Censos nacionales del INDEC                           |

## Medios de comunicación
- Recibe prácticamente 19 emisoras radiales de la ciudad de Coronel Pringles. Como así también de la ciudad cabecera de Gral. La Madrid.

- Recibe Canal 6 Pringles Televisión (Coronel Pringles) y Canal 4 Repetidora grupo Telefe